# Molenstichting Lattrop-Tilligte
De Molenstichting Lattrop-Tilligte is een Nederlandse stichting die zich inzet voor het behoud van vier molens in de gemeente Dinkelland in de provincie Overijssel. De stichting werd opgericht op 3 september 1981 en zetelt in Denekamp.
De stichting heeft de volgende molens in eigendom:
- De Borgelinkmolen in Denekamp
- De Nieuwe Molen of Sint Nicolaasmolen in Denekamp
- De Oortmanmolen in Lattrop
- De Westerveld Möl in Tilligte